# Mitsutoshi Watada
Mitsutoshi Watada (jap. 和多田 充寿, Watada Mitsutoshi; * 26. März 1976 in der Präfektur Hyōgo) ist ein ehemaliger japanischer Fußballspieler.

## Karriere
Watada erlernte das Fußballspielen in der Schulmannschaft der Mikage Technical High School und der Universitätsmannschaft der Universität Tsukuba. Seinen ersten Vertrag unterschrieb er 1998 bei den Vissel Kobe. Der Verein spielte in der höchsten Liga des Landes, der J1 League. Für den Verein absolvierte er 96 Erstligaspiele. 2002 wurde er an den Erstligisten JEF United Ichihara ausgeliehen. Für den Verein absolvierte er 12 Erstligaspiele. 2003 kehrte er zu Vissel Kobe zurück. Für den Verein absolvierte er 33 Erstligaspiele. Danach spielte er bei den Banditonce Kobe (2006), FC Gifu (2007) und FC Kariya (2008). Ende 2008 beendete er seine Karriere als Fußballspieler.